# Incopy
Adobe InCopy är en ordbehandlare från Adobe Systems.
InCopy är en ordbehandlare som är mycket nära integrerad med Adobes programvara för desktop publishing, Adobe InDesign.